# Sweet Emotion (chanson de Nanase Aikawa)
Cet article concerne la chanson de Nanase Aikawa. Pour la chanson d'Aerosmith, voir Sweet Emotion.
Singles de Nanase Aikawa
Troublemaker
(1997) Bad Girls
(1997)
Sweet Emotion est le 7e single de Nanase Aikawa, sorti sous le label Avex Trax le 1er mai 1997 au Japon. Il atteint la 2e place du classement de l'Oricon et reste classé pendant 11 semaines pour un total de 503 000 exemplaires vendus. Sweet Emotion et Konna ni Aishitemo se trouvent sur l'album Paradox et la compilation ID. Sweet Emotion se trouve également sur la compilation Rock or Die.

## Liste des titres
| 1. | Sweet Emotion                         |  |
| 2. | Konna ni Aishitemo (こんなに愛しても) |  |
| 3. | Sweet Emotion (Original Karaoke)      |  |